# Calciatori della Juventus Football Club

Alessandro Del Piero, giocatore della Juventus dal 1993 al 2012, è il detentore dei record assoluti di presenze e reti nella storia del club.

In più di 120 anni di storia sono oltre 700 i calciatori della Juventus Football Club, società calcistica italiana per azioni con sede a Torino.

## Storia
Tra i numerosi calciatori di rilievo che hanno militato nella Juventus figurano Giampiero Boniperti, riconosciuto come il calciatore più rappresentativo della storia della società. Il Marisa (così era soprannominato) ha vinto un totale di 25 trofei ufficiali durante la sua carriera, sia da giocatore che da dirigente del club, per la quale ha detenuto dal 2006 al 2021 la carica di presidente onorario. Boniperti, insieme al gallese John Charles, insignito dall'Ordine dell'Impero Britannico nel 2002 e UEFA Golden Player dalla sua nazione, e a Omar Sívori, vincitore del Campionato Sudamericano nel 1957 con la nazionale argentina e primo giocatore della Serie A a vincere, nel 1961, il Pallone d'oro, ha composto il celebre Trio Magico della squadra tra la fine degli anni 1950 e gli inizi degli anni 1960.

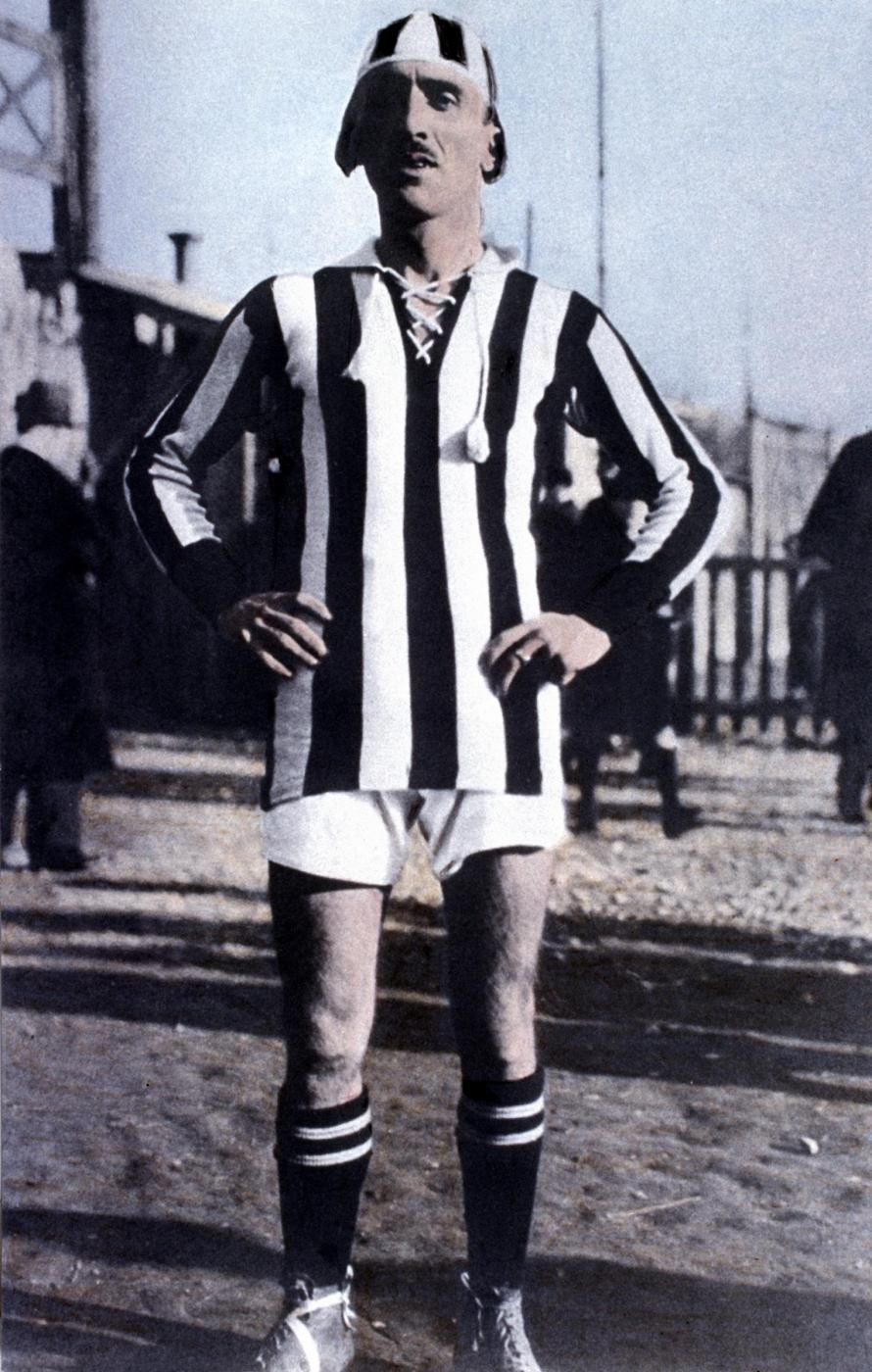
Carlo Bigatto, juventino dal 1913 al 1931, fu il primo uomo-simbolo del club.

Gianpiero Combi, campione del mondo nel 1934, è considerato uno dei migliori portieri dell'anteguerra, insieme a Ricardo Zamora e František Plánička. Dino Zoff, nominato dalla FIGC miglior calciatore italiano nel periodo 1954-2003 e vincitore, tra altri, di sei scudetti e una Coppa UEFA con la Juventus, della quale difese la porta per 330 partite consecutive di campionato tra il 1972 e il 1983, è l'unico calciatore italiano ad avere vinto sia il campionato europeo che quello mondiale con l'Italia. Gaetano Scirea, Sergio Brio, Antonio Cabrini e Stefano Tacconi sono quattro dei cinque soli calciatori ad aver vinto tutte le competizioni UEFA per club esistenti in quel momento e, insieme al loro compagno di squadra Marco Tardelli, cinque dei soli nove calciatori che hanno vinto, almeno una volta, le tre competizioni confederali classiche.
Da citare anche i francesi Michel Platini, soprannominato in patria le Roi (il re), tra altri, campione d'Europa nel 1984 con la sua rappresentativa nazionale e nel 1985 con la Juventus, e Zinédine Zidane, campione del mondo nel 1998 e d'Europa nel 2000 con la Francia, campione del mondo di club con la Juventus e, con essa, vincitrice di due scudetti, il franco-argentino David Trezeguet, capocannoniere del campionato di Serie A nel 2002 e maggior marcatore straniero nella storia bianconera (171 gol), Roberto Baggio, Pallone d'oro 1993 e Alessandro Del Piero, sei volte campione d'Italia e, nel 1996, campione d'Europa e del mondo con la squadra bianconera, nonché campione del mondo 2006. Del Piero, membro attivo della compagine bianconera dal 1993 al 2012 e capitano durante undici stagioni (2001-2012), è stato il giocatore simbolo della squadra nel primo decennio del XXI secolo.

L'italo-argentino Omar Sívori, primo Pallone d'oro bianconero nel 1961.

Altri calciatori bianconeri da menzionare sono l'attaccante Piero Pastore, il più giovane debuttante della storia bianconera con soli 15 anni, 6 mesi e 11 giorni d'età, che ha collezionato 66 presenze e 55 reti in prima squadra fino al 1926 e il difensore Carlo Bigatto, considerato il primo uomo-simbolo del club, nel periodo del passaggio dal primo anteguerra al Quinquennio d'oro. Bigatto vestì la maglia della squadra in due periodi, dal 1913 al 1915 e dal 1920 al 1931: i 17 anni, 2 mesi e 9 giorni trascorsi dal 12 ottobre 1913 (giorno del suo esordio) al 21 dicembre 1930 (l'ultima gara) resero la sua carriera la più lunga per un calciatore nella storia del club durante i seguenti 81 anni. Da citare, nel periodo del secondo dopoguerra, Carlo Parola, difensore noto per una sua celebre rovesciata, il cui gesto atletico ha ispirato l'inconfondibile marchio dell'album Calciatori Panini, e militante in prima squadra per 17 stagioni consecutive dal 1939 al 1954. Negli anni 1960 e 1970 un importante contributo alla cosiddetta Juventus del Movimiento venne dallo spagnolo Luis del Sol, campione d'Europa nel 1964 con la sua nazionale, presente in quasi 300 partite ufficiali dei bianconeri fino al 1970, da Antonello Cuccureddu, uno dei più noti jolly del calcio italiano al pari di Giovanni Varglien nel decennio del 1930 e Pietro Magni negli anni 1940, e dal tedesco Helmut Haller, già campione d'Italia con il Bologna, che alla Juventus vinse due titoli.
L'UEFA Golden Player sammarinese Massimo Bonini, mediano voluto dall'allenatore Giovanni Trapattoni per rinforzare la retroguardia della squadra nei primi anni 1980 e vincitore, tra le altre cose, di tre campionati italiani, una Coppa dei Campioni e una Coppa Intercontinentale con la squadra bianconera, è altresì il quarto calciatore straniero per numero di presenze nella Juventus dietro al brasiliano Alex Sandro, tuttora in attività, a David Trezeguet e al primatista assoluto, il ceco Pavel Nedvěd (327), quest'ultimo vincitore del Pallone d'oro nel 2003.

## Lista dei capitani
La figura del capitano, sebbene fosse già presente fin dagli albori del calcio italiano, iniziò a comparire stabilmente nei primi anni 1920; da allora, un totale di 26 calciatori della Juventus sono stati insigniti del ruolo.
Il periodo più lungo con la fascia al braccio è stato quello di Alessandro Del Piero, con undici stagioni tra il 2001 e il 2012. Seguono con sette stagioni a testa Carlo Bigatto – primo capitano ufficiale – (1922-1929), Pietro Rava (1942-1946; 1947-1950), Giampiero Boniperti (1954-1961) e Giuseppe Furino (1976-1983), mentre si attestano a sei stagioni Virginio Rosetta (1929-1935) e Gianluigi Buffon (2012-2018). Da menzionare gli italo-argentini Luis Monti negli anni 1930 e Omar Sívori negli anni 1960, i primi calciatori di origine non italiana ad essere chiamati a ricoprire il ruolo nella storia del club – anche se entrambi vestirono la fascia solo dopo l'avvenuta naturalizzazione in italiani –, e il brasiliano Danilo negli anni 2020, il primo straniero effettivo ad essere insignito del ruolo.
Dal 2025 il capitano della squadra bianconera è Manuel Locatelli.
Dati aggiornati al 1º luglio 2025.
| Calciatore           | Ruolo | Stagioni al club     | Stagioni da capitano     | Presenze | Reti |
| -------------------- | ----- | -------------------- | ------------------------ | -------- | ---- |
| Carlo Bigatto        | M     | 1913-1915; 1920-1931 | 1922-1929 (7)            | 243      | 1    |
| Virginio Rosetta     | TD    | 1923-1936            | 1929-1935 (6)            | 366      | 19   |
| Luis Monti           | M/R   | 1930-1939            | 1935-1938 (3)            | 263      | 21   |
| Mario Varglien       | M     | 1928-1942            | 1938-1942 (4)            | 402      | 16   |
| Pietro Rava          | TS    | 1935-1946; 1947-1950 | 1942-1946; 1947-1950 (7) | 330      | 15   |
| Carlo Parola         | M/TZ  | 1939-1954            | 1950-1954 (4)            | 339      | 11   |
| Giampiero Boniperti  | CA/TQ | 1946-1961            | 1954-1961 (7)            | 459      | 179  |
| Flavio Emoli         | M     | 1955-1963            | 1961-1963 (2)            | 246      | 9    |
| Omar Sívori          | TQ    | 1957-1965            | 1963-1965 (2)            | 253      | 167  |
| Ernesto Càstano      | L     | 1958-1970            | 1965-1970 (5)            | 340      | 3    |
| Sandro Salvadore     | L     | 1962-1974            | 1970-1974 (4)            | 450      | 17   |
| Pietro Anastasi      | CA    | 1968-1976            | 1974-1976 (2)            | 303      | 130  |
| Giuseppe Furino      | M/R   | 1969-1984            | 1976-1983 (7)            | 528      | 19   |
| Gaetano Scirea       | L     | 1974-1988            | 1983-1988 (5)            | 552      | 32   |
| Antonio Cabrini      | TS    | 1976-1989            | 1988-1989 (1)            | 440      | 52   |
| Sergio Brio          | DC    | 1978-1990            | 1989-1990 (1)            | 378      | 24   |
| Stefano Tacconi      | P     | 1983-1992            | 1990-1992 (2)            | 377      | 0    |
| Roberto Baggio       | TQ    | 1990-1995            | 1992-1995 (3)            | 200      | 115  |
| Gianluca Vialli      | CA    | 1992-1996            | 1995-1996 (1)            | 145      | 53   |
| Antonio Conte        | M/CC  | 1991-2004            | 1996-2001 (5)            | 419      | 44   |
| Alessandro Del Piero | TQ/SP | 1993-2012            | 2001-2012 (11)           | 705      | 290  |
| Gianluigi Buffon     | P     | 2001-2018; 2019-2021 | 2012-2018 (6)            | 685      | 0    |
| Giorgio Chiellini    | TS/DC | 2005-2022            | 2018-2022 (4)            | 561      | 36   |
| Leonardo Bonucci     | DC    | 2010-2017; 2018-2023 | 2022-2023 (1)            | 502      | 35   |
| Danilo               | TZ/DC | 2019-2025            | 2023-2025 (2)            | 213      | 9    |
| Manuel Locatelli     | CC    | 2021-                | 2025- (1)                | 182      | 6    |

Codici:

P: Portiere,
L: Libero,
DC: Stopper/Difensore centrale,
TD: Terzino destro,
TS: Terzino sinistro,
TZ: Terzino,
M: Mediano,
CC: Centrocampista centrale,
R: Regista,
TQ: Trequartista,
SP: Seconda punta,
CA: Centravanti.

## Record

### Presenze in partite ufficiali
Dati aggiornati all'11 maggio 2023.
| In assoluto 1. Alessandro Del Piero: 705 2. Gianluigi Buffon: 685 3. Giorgio Chiellini: 561 4. Gaetano Scirea: 552 5. Giuseppe Furino: 528 6. Leonardo Bonucci: 502 7. Roberto Bettega: 482 8. Dino Zoff: 476 9. Giampiero Boniperti: 459 10. Sandro Salvadore: 450 | Nei campionati italiani * 1. Gianluigi Buffon: 526 2. Alessandro Del Piero: 513 3. Giampiero Boniperti: 443 4. Giorgio Chiellini: 425 5. Gaetano Scirea: 377 Giovanni Varglien: 377 6. Giuseppe Furino: 361 7. Teobaldo Depetrini: 359 8. Leonardo Bonucci: 357 9. Mario Varglien: 355 |

| In Serie A 1. Gianluigi Buffon: 489 2. Alessandro Del Piero: 478 3. Giampiero Boniperti: 443 4. Giorgio Chiellini: 393 5. Gaetano Scirea: 377 6. Giuseppe Furino: 361 7. Leonardo Bonucci: 357 8. Sandro Salvadore: 331 9. Dino Zoff: 330 10. Roberto Bettega: 326 Mario Varglien: 326 | In Serie B 1. Federico Balzaretti: 37 Alessandro Birindelli: 37 Gianluigi Buffon: 37 2. Alessandro Del Piero: 35 3. Jean-Alain Boumsong: 33 Mauro Camoranesi: 33 Pavel Nedvěd: 33 4. Giorgio Chiellini: 32 5. David Trezeguet: 31 6. Matteo Paro: 28 |

| In Coppa Italia 1. Giuseppe Furino: 89 2. Gaetano Scirea: 88 3. Roberto Bettega: 74 Dino Zoff: 74 4. Sergio Brio: 73 5. Antonio Cabrini: 72 6. Franco Causio: 70 7. Antonello Cuccureddu: 66 Claudio Gentile: 66 8. Stefano Tacconi: 64 | In Supercoppa italiana 1. Gianluigi Buffon: 8 2. Leonardo Bonucci: 7 Giorgio Chiellini: 7 3. Alessandro Del Piero: 6 Paulo Dybala: 6 4. Stephan Lichtsteiner: 5 Claudio Marchisio: 5 Alex Sandro: 5 Alessio Tacchinardi: 5 |

| Nelle comp. UEFA per club ** 1. Alessandro Del Piero: 129 2. Gianluigi Buffon: 126 3. Leonardo Bonucci: 102 4. Giorgio Chiellini: 92 Alessio Tacchinardi: 92 5. Gaetano Scirea: 85 6. Roberto Bettega: 81 7. Giuseppe Furino: 78 8. Antonio Conte: 74 Gianluca Pessotto: 74 | Nelle comp. internazionali 1. Alessandro Del Piero: 130 2. Gianluigi Buffon: 126 3. Leonardo Bonucci: 102 4. Alessio Tacchinardi: 93 5. Giorgio Chiellini: 92 6. Gaetano Scirea: 87 7. Roberto Bettega: 82 8. Gianluca Pessotto: 80 9. Antonio Conte: 78 Giuseppe Furino: 78 |

* Sono compresi il Campionato Federale di Calcio (campionato a gironi) e il campionato di Serie B.

** Sono incluse le partite nelle fasi preliminari. Le gare in ambito della Coppa Intercontinentale sono escluse.
Fonte:  Giocatori: Presenze, su myjuve.it.
In corsivo i giocatori in attività.

### Marcature in partite ufficiali
Dati aggiornati al 6 maggio 2022.

Il francese David Trezeguet, migliore marcatore straniero nella storia del club

| In assoluto 1. Alessandro Del Piero: 290 2. Giampiero Boniperti: 182 *** 3. Roberto Bettega: 178 4. David Trezeguet: 171 5. Omar Sívori: 167 6. Felice Borel: 161 7. Pietro Anastasi: 131 8. John Hansen: 124 9. Roberto Baggio: 115 | Nei campionati italiani * 1. Alessandro Del Piero: 208 2. Giampiero Boniperti: 178 3. Felice Borel: 142 4. David Trezeguet: 138 5. Omar Sívori: 135 6. Roberto Bettega: 129 7. John Hansen: 124 8. Federico Munerati: 111 9. John Charles, OBE: 93 10. Guglielmo Gabetto: 86 |

| In Serie A 1. Alessandro Del Piero: 188 2. Giampiero Boniperti: 178 3. Omar Sívori: 135 4. Roberto Bettega: 129 5. Felice Borel: 125 6. John Hansen: 124 7. David Trezeguet: 123 8. John Charles, OBE: 93 9. Guglielmo Gabetto: 86 10. Paulo Dybala: 82 | In Serie B 1. Alessandro Del Piero: 20 2. David Trezeguet: 15 3. Pavel Nedvěd: 11 4. Raffaele Palladino: 8 5. Valeri Božinov: 5 6. Mauro Camoranesi: 4 Marcelo Zalayeta: 4 7. Giorgio Chiellini: 3 8. Federico Balzaretti: 2 Jean-Alain Boumsong: 2 |

| In Coppa Italia 1. Pietro Anastasi: 30 2. Alessandro Del Piero: 25 3. Omar Sívori: 24 4. Roberto Bettega: 22 5. Michel Platini: 16 6. Roberto Baggio: 14 7. Franco Causio: 13 8. John Charles, OBE: 12 Guglielmo Gabetto: 12 Bruno Nicolè: 12 Marcelo Zalayeta: 12 | In Supercoppa italiana 1. Paulo Dybala: 4 2. Alessandro Del Piero: 3 Carlos Tévez: 3 3. Cristiano Ronaldo: 2 Giorgio Chiellini: 2 Filippo Inzaghi: 2 |

| Nelle comp. UEFA per club ** 1. Alessandro Del Piero: 53 2. David Trezeguet: 30 3. Roberto Bettega: 27 Filippo Inzaghi: 27 4. Pietro Anastasi: 22 Roberto Baggio: 22 5. Michel Platini: 19 Fabrizio Ravanelli: 19 6. Paulo Dybala: 18 7. Álvaro Morata: 15 | Nelle comp. internazionali 1. Alessandro Del Piero: 54 2. David Trezeguet: 30 3. Roberto Bettega: 27 Filippo Inzaghi: 27 4. Pietro Anastasi: 22 Roberto Baggio: 22 5. Michel Platini: 20 6. Fabrizio Ravanelli: 19 7. Paulo Dybala: 18 8. Álvaro Morata: 15 |

* Sono compresi il Campionato Federale di Calcio (campionato a gironi) e il campionato di Serie B.

** Sono incluse le partite nelle fasi preliminari. Le gare in ambito della Coppa Intercontinentale sono escluse.

*** Nel conteggio vengono considerate tre reti segnate nella Coppa Latina 1952.
Fonte:  Statistiche: Classifica Giocatori (gol fatti), su juworld.net.

In corsivo i giocatori in attività.

### Capocannonieri per singola stagione

#### In competizioni nazionali
Fino a maggio 2021, sono dodici i giocatori che hanno vinto la classifica dei marcatori del campionato italiano quando vestivano la maglia della Juventus. Inoltre, i calciatori juventini hanno vinto tale classifica in un totale di 17 stagioni (dietro solo al Milan, squadra che vanta 10 capocannonieri del campionato italiano per un totale di 18 stagioni).
I migliori marcatori della Juventus in un campionato a girone unico sono l'italiano Felice Borel, con 32 gol in 34 gare nel campionato di Serie A 1933-1934, e il portoghese Cristiano Ronaldo, con 31 gol in 33 gare nel campionato di Serie A 2019-2020; quest'ultimo, nella stessa stagione, ha inoltre stabilito il record assoluto di reti per un calciatore bianconero in una singola annata (37).
L'ungherese Ferenc Hirzer, invece, detiene il record di gol segnati in un campionato di prima divisione, 35 in 26 incontri nel Campionato Federale 1925-26.
Analogo numero di reti segnò lo svedese Gunnar Nordahl del Milan, ma in un campionato a girone unico.
Il club torinese annovera il maggior numero di capocannonieri della Coppa Italia sia in assoluto che per numero di giocatori (11).
| Nel Campionato italiano - Campionato federale: 1. Umberto Malvano: 4 (1901) 2. Ferenc Hirzer: 35 (1925-1926) - Campionato di Serie A: 1. Felice Borel: 29 (1932-1933) 2. Felice Borel: 32 (1933-1934) 3. Giampiero Boniperti: 27 (1947-1948) 4. John Hansen: 30 (1951-1952) 5. John Charles, OBE: 28 (1957-1958) 6. Omar Sívori: 27 (1959-1960) 7. Roberto Bettega: 16 (1979-1980) 8. Michel Platini: 16 (1982-1983) 9. Michel Platini: 20 (1983-1984) 10. Michel Platini: 18 (1984-1985) 11. David Trezeguet: 24 (2001-2002) 12. Alessandro Del Piero: 21 (2007-2008) 13. Cristiano Ronaldo: 29 (2020-2021) | In Serie B 1. Alessandro Del Piero: 20 (2006-2007) | In Coppa Italia 1. Riza Lushta: 8 (1941-1942) 2. Vittorio Sentimenti: 5 (1942-1943) 3. Giampaolo Menichelli: 3 (1964-1965) 4. Pietro Anastasi: 9 (1974-1975) 5. Fabrizio Ravanelli: 6 (1994-1995) 6. Nicola Amoruso: 6 (2001-2002) 7. Alessandro Del Piero: 5 (2005-2006) 8. Vincenzo Iaquinta: 4 (2007-2008) 9. Paulo Dybala: 4 (2016-2017) 10. Dušan Vlahović: 4 (2021-2022) 11. Arkadiusz Milik: 4 (2023-2024) |

Fonte:
(EN) Giocatori: Capocannonieri della Serie A, su rsssf.com.
(EN) Giocatori: Capocannonieri della Coppa Italia, su rsssf.com.

#### Nelle competizioni internazionali

##### Competizioni UEFA per club
| C. dei Campioni · Ch. League 1. Paolo Rossi: 6 (1982-1983) 2. Michel Platini: 7 (1984-1985) 3. Alessandro Del Piero: 10 (1997-1998) | Coppa delle Coppe 1. Roberto Baggio: 9 (1990-1991) | Coppa UEFA 1. Darko Kovačević: 10 (1999-2000) |

Fonte:
(EN) Giocatori: Capocannonieri della Coppa dei Campioni-Champions League, su rsssf.com.
(EN) Giocatori: Capocannonieri della Coppa delle Coppe, su rsssf.com.
(EN) Giocatori: Capocannonieri della Coppa UEFA, su rsssf.com. (Dati prendendo in considerazione la Coppa delle Fiere tra le competizioni internazionali per club a eliminazione diretta in Europa).

##### Altre competizioni
| Coppa dell'Europa Centrale 1. Renato Cesarini: 5 (1932) 2. Raimundo Orsi: 5 (1933) | Coppa delle Fiere 1. Pietro Anastasi: 10 (1970-1971) |

Fonte:
(EN) Giocatori: Capocannonieri della Coppa dell'Europa Centrale, su rsssf.com.
(EN) Giocatori: Capocannonieri della Coppa UEFA, su rsssf.com. (Dati prendendo in considerazione la Coppa delle Fiere tra le competizioni internazionali per club a eliminazione diretta in Europa).

### Record anagrafici
| Giocatori più giovani al debutto 1. Piero Pastore: 15 anni; 7 mesi; 12 giorni 2. Luigi Forlano: 15 anni; 9 mesi; 5 giorni 3. Alfredo Gatti: 15 anni; 9 mesi; 13 giorni 4. Giulio Rossi: 15 anni; 9 mesi; 29 giorni 5. Carlo Vittorio Varetti: 16 anni; 3 mesi; 9 giorni 6. Moise Kean: 16 anni; 8 mesi; 22 giorni 7. Umberto Malvano: 16 anni; 10 mesi; 10 giorni 8. Renato Buso: 16 anni; 10 mesi; 23 giorni Oliviero Vojak: 16 anni; 10 mesi; 23 giorni 9. Giuseppe Giriodi: 16 anni; 11 mesi; 8 giorni | Giocatori più anziani al debutto 1. Giuseppe Romano: 38 anni; 4 mesi; 18 giorni 2. Pietro Vierchowod: 36 anni; 5 mesi; 22 giorni 3. Giuliano Sarti: 35 anni; 3 mesi; 1 giorno 4. Ángel Di María: 34 anni; 6 mesi; 1 giorno 5. Lúcio: 34 anni; 3 mesi; 3 giorni 6. José João Altafini: 34 anni; 1 mese; 3 giorni 7. Giuseppe Peruchetti: 33 anni; 12 mesi; 13 giorni 8. Nicolas Anelka: 33 anni; 10 mesi; 28 giorni 9. Marco Storari: 33 anni; 6 mesi; 22 giorni 10. Cristiano Ronaldo: 33 anni; 6 mesi; 14 giorni |

### Altri record individuali
- Giocatore con il maggiore numero di gol in una stessa partita
Omar Sívori, 6 reti (Juventus F.C. 9-1 F.C. Internazionale Milano, Serie A, stagione 1960-1961).[37]
- Giocatore con il maggiore numero di trofei ufficiali vinti con il club
Gianluigi Buffon, 22 trofei dalla stagione 2001-2002 alla stagione 2020-2021.[38]
- Giocatore con il maggiore numero di presenze nella nazionale italiana
Gianluigi Buffon, 176 partite ufficiali dal 1997 al 2018.[39][40]
- Giocatori juventini con il maggior numero di gol con la nazionale italiana
  - In assoluto: Alessandro Del Piero: 27 reti.
  - In una Coppa del Mondo: Paolo Rossi (1982) e Salvatore Schillaci (1990): 6 reti in 7 gare.[41]
  - Totale nelle Coppe del Mondo: Paolo Rossi, Roberto Baggio e Christian Vieri: 9.[42]

## Calciatori premiati

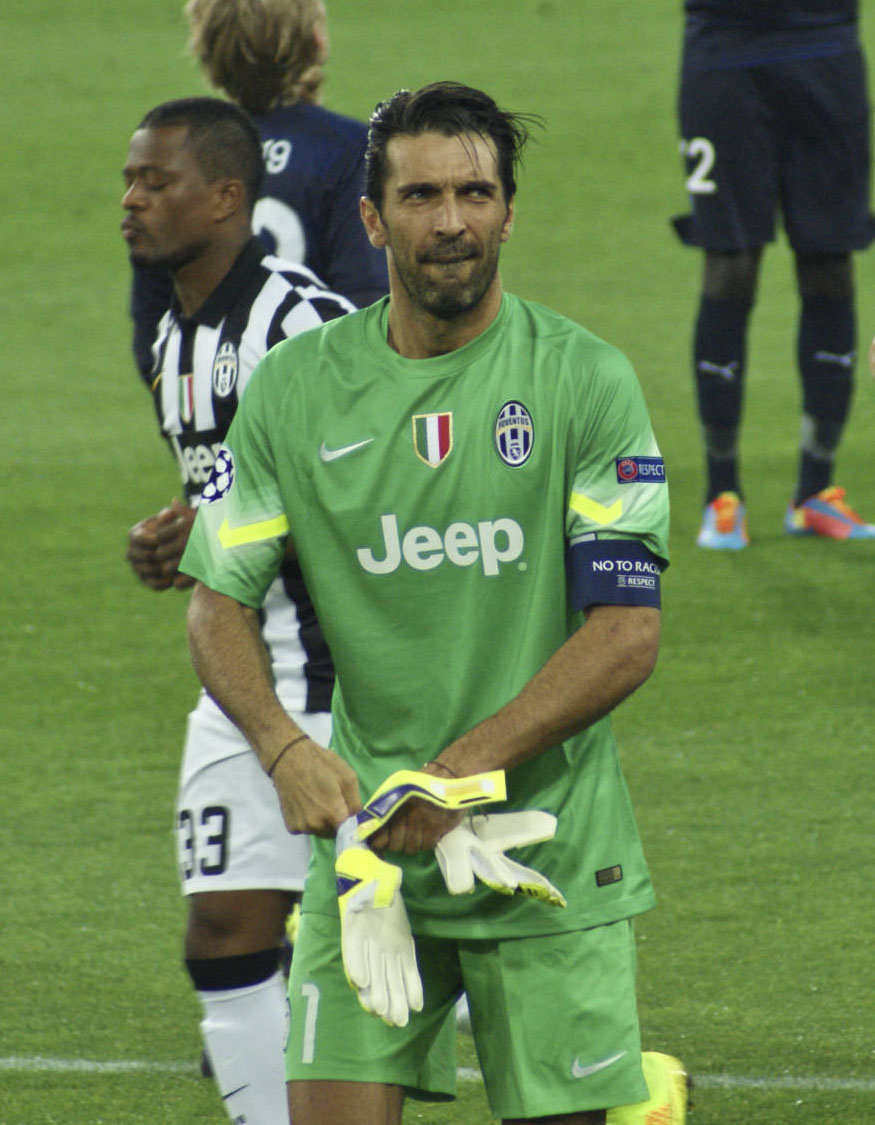
Gianluigi Buffon è lo juventino più premiato agli Oscar/Gran Galà del calcio AIC.

La Juventus Football Club è la società calcistica italiana che ha annoverato tra le proprie file il maggior numero di vincitori dell'Oscar del calcio, premio assegnato dall'Associazione Italiana Calciatori (AIC) ai migliori calciatori militanti nel campionato di Serie A dal 1997 al 2010 (8). Complessivamente, i giocatori juventini hanno vinto il premio per un totale di venticinque occasioni (record), facendo del club torinese il primo classificato in quattro delle categorie riservate ai giocatori su un totale di sei (migliore calciatore in assoluto, migliore calciatore straniero, migliore portiere e migliore difensore).
A tutto il 2021, la Juventus vanta il maggior numero di vincitori del premio al migliore giocatore assoluto del campionato nazionale (12, ripartiti in 9 giocatori), mentre diciannove dei suoi giocatori, per un totale di quarantanove occasioni, più di qualsiasi altra società nel Paese, sono stati inclusi nella Squadra dell'anno proposta dall'organizzazione nella Gran Galà del calcio, includendo sette nelle edizioni 2014 e 2017, anch'esso record.
Il club torinese, insieme al Milan, vanta il terzo maggior numero di vincitori (8, record italiano) del Pallone d'oro, premio conferito dal 1956 dalla rivista francese France Football al calciatore europeo dell'anno e, dal 2007, al giocatore al mondo che più si è distinto nell'anno solare; compresa una striscia consecutiva record dal 1982 al 1985. Limitatamente ai giocatori con nazionalità italiana, la società bianconera risulta essere quella con il maggior numero di premiati (tre su un totale di cinque).
La Juventus è il club italiano, secondo in assoluto,  con il maggior numero di vincitori (4) del FIFA World Player of the Year, premio conferito annualmente dal 1991 al 2009 dalla federazione calcistica mondiale al miglior giocatore al mondo; tra di essi, vanta il primato di vittorie anche tra quelli d'origine italiana (2).
La Juventus, inoltre, è il club italiano e secondo in assoluto con il maggior numero di vincitori del World Soccer's World Player of the Year, riconoscimento al miglior calciatore dell'anno a livello mondiale assegnato dall'omonima pubblicazione inglese (7 giocatori, per un totale di 8 occasioni) e il club europeo con il maggior numero di vincitori dell'Onze d'or, trofeo assegnato dalla rivista francese Onze Mondial (4 giocatori, per un totale di sette occasioni).
Nella presente sezione vengono solo citati i calciatori vincitori di riconoscimenti calcistici durante la loro militanza nella Juventus.

### A livello nazionale
| Guerin d'oro * 1. Michel Platini: 1984 2. Paulo Sousa: 1995 3. Angelo Peruzzi: 1997 4. Pavel Nedvěd: 2003 5. Mauro Camoranesi: 2008 6. Andrea Pirlo: 2012 7. Carlos Tévez: 2014; 2015 | Premio "Gaetano Scirea" ** 1. Stefano Tacconi: 1993 2. Michelangelo Rampulla: 1999 3. Ciro Ferrara: 2003 4. Gianluca Pessotto: 2006 5. Alessandro Del Piero: 2008 6. Andrea Pirlo: 2013 7. Gianluigi Buffon: 2016 8. Andrea Barzagli: 2017 9. Giorgio Chiellini: 2019 | Oscar del calcio · Gran Galà del calcio AIC *** Categorie vigenti: - Migliore calciatore assoluto (1997-presente): 1. Zinédine Zidane: 2001 2. David Trezeguet: 2002 3. Pavel Nedvěd: 2003 4. Fabio Cannavaro: 2006 5. Andrea Pirlo: 2012; 2013; 2014 6. Carlos Tévez: 2015 7. Leonardo Bonucci: 2016 8. Gianluigi Buffon: 2017 9. Cristiano Ronaldo: 2019; 2020 - Squadra dell'anno (2011-presente): Portieri: 1. Gianluigi Buffon: 2012; 2014; 2015; 2016; 2017 Difensori: 1. Andrea Barzagli: 2012; 2013; 2014; 2016 2. Leonardo Bonucci: 2015; 2016; 2017; 2020 3. Giorgio Chiellini: 2013; 2015; 2016; 2018; 2019 4. Kwadwo Asamoah: 2014 5. Daniel Alves: 2017 6. Alex Sandro: 2017; 2018 7. João Cancelo: 2019 Centrocampisti: 1. Claudio Marchisio: 2011; 2012 2. Andrea Pirlo: 2012; 2013; 2014; 2015 3. Arturo Vidal: 2013; 2014 4. Paul Pogba: 2014; 2015; 2016 5. Miralem Pjanić: 2017; 2018; 2019 6. Federico Chiesa: 2021 Attaccanti: 1. Carlos Tévez: 2014; 2015 2. Paulo Dybala: 2016; 2017; 2018; 2020 3. Gonzalo Higuaín: 2017 4. Cristiano Ronaldo: 2019; 2020; 2021 5. Dušan Vlahović: 2022 Categorie scomparse: - Migliore calciatore italiano (1997-2010): 1. Alessandro Del Piero: 1998; 2008 2. Fabio Cannavaro: 2006 - Migliore calciatore straniero (1997-2010): 1. Zinédine Zidane: 1997; 2001 2. David Trezeguet: 2002 3. Pavel Nedvěd: 2003 4. Zlatan Ibrahimović: 2005 - Migliore portiere (1997-2010): 1. Angelo Peruzzi: 1997; 1998 2. Gianluigi Buffon: 2002; 2003; 2004; 2005; 2006; 2008 - Migliore difensore (2000-2010): 1. Fabio Cannavaro: 2005; 2006 2. Giorgio Chiellini: 2008; 2009; 2010 |

| Pallone Azzurro **** 1. Andrea Pirlo: 2012 2. Gianluigi Buffon: 2013; 2016 3. Federico Chiesa: 2021 | Premi Lega Serie A ***** - Miglior giocatore: 1. Cristiano Ronaldo: 2018-2019 2. Paulo Dybala: 2019-2020 - Miglior portiere: 1. Wojciech Szczęsny: 2019-2020 - Miglior attaccante: 1. Cristiano Ronaldo: 2020-2021 2. Dušan Vlahović: 2023-2024 - Miglior Under 23: 1. Nicolò Fagioli: 2022-2023 |

* Trofeo istituito dalla rivista Guerin Sportivo nel 1976 al miglior calciatore della Serie A.

** Trofeo istituito dall'Unione Stampa Sportiva Italiana (USSI) nel 1992.

*** L'Oscar del calcio fu assegnato dall'Associazione Italiana Calciatori (AIC) dal 1997 al 2010. Dall'anno seguente l'AIC riformulò la premiazione ribattezzandola col nome di Gran Galà del calcio, sopprimendo i riconoscimenti individuali al miglior calciatore italiano, miglior calciatore straniero, miglior portiere e miglior difensore, e rimpiazzandoli con un unico premio al miglior undici dell'anno.

**** Trofeo istituito dalla Federazione Italiana Giuoco Calcio (FIGC) nel 2012 al miglior calciatore italiano secondo gli utenti iscritti al Club Vivo Azzurro, gestito dall'associazione nazionale.

***** Riconoscimenti istituiti dalla Lega Nazionale Professionisti Serie A (LNPA) nel 2019 per premiare i migliori giocatori della stagione calcistica italiana.

### A livello internazionale
| Pallone d'oro * - Migliore calciatore assoluto (1956-presente): 1. Omar Sívori: 1961 2. Paolo Rossi: 1982 3. Michel Platini: 1983; 1984; 1985 4. Roberto Baggio: 1993 5. Zinédine Zidane: 1998 6. Pavel Nedvěd: 2003 | FIFA World Player ** 1. Roberto Baggio: 1993 2. Zinédine Zidane: 1998; 2000 3. Fabio Cannavaro: 2006 | UEFA Club Football Awards *** - Most Valuable Player: 1. Gianluigi Buffon: 2002-2003 - Best Goalkeeper: 1. Gianluigi Buffon: 2002-2003; 2016-2017 - Best Midfielder: 1. Zinédine Zidane: 1997-1998 2. Pavel Nedvěd: 2002-2003 |

| Trofeo Bravo **** 1. Massimo Bonini: 1983 2. Alessandro Del Piero: 1996 3. Paul Pogba: 2014 | World Soccer's World Player of the Year ***** 1. Paolo Rossi: 1982 2. Michel Platini: 1984; 1985 3. Roberto Baggio: 1993 4. Gianluca Vialli: 1995 5. Zinédine Zidane: 1998 6. Pavel Nedvěd: 2003 7. Fabio Cannavaro: 2006 | Onze d'or ****** 1. Paolo Rossi: 1982 2. Michel Platini: 1983; 1984; 1985 3. Roberto Baggio: 1993 4. Zinédine Zidane: 1998; 2000 |

| Giocatore europeo dell'anno El País ******* 1. Roberto Baggio: 1993 2. Zinédine Zidane: 1998 | Globe Soccer Awards - Migliore calciatore assoluto (2011-presente) 1. Cristiano Ronaldo: 2018; 2019 - Miglior difensore dell'anno 1. Leonardo Bonucci: 2021 - Premio alla carriera calcistica (2011-presente): 1. Alessandro Del Piero: 2011 2. Michel Platini: 2012 3. Filippo Inzaghi: 2014 4. Andrea Pirlo: 2015 5. Blaise Matuidi: 2018 6. Miralem Pjanić: 2019 7. Zlatan Ibrahimović: 2022 | European Golden Boy ******** 1. Paul Pogba: 2013 |

| Miglior portiere dell'anno IFFHS ********* 1. Gianluigi Buffon: 2003; 2004; 2006; 2007; 2017 | The Best FIFA Football Awards ********** - Best Goalkeeper: 1. Gianluigi Buffon: 2017 | Trofeo Kopa 1. Matthijs de Ligt: 2019 |

* Trofeo istituito dalla rivista francese France Football nel 1956; nel 2010, in seguito alla fusione con il FIFA World Player of the Year, fu sostituito dal Pallone d'oro FIFA sino al 2016, quando France Football ripropose il premio nella sua formula originale.

** Trofeo assegnato dalla Federazione Internazionale del Calcio (FIFA) dal 1991 al 2009. All'anno successivo, in seguito alla fusione con il Pallone d'oro conferito da France Football, è stato sostituito dal FIFA Ballon d'Or.

*** Trofeo istituito dall'Unione delle Federazioni Calcistiche Europee (UEFA) nel 1997 ai migliori calciatori e allenatori attivi in Europa e in vigore fino al 2010.

**** Trofeo istituito dal settimanale Guerin Sportivo nel 1978 al miglior calciatore europeo a livello Under-21.

***** Trofeo istituito dalla rivista inglese World Soccer nel 1982.

****** Trofeo istituito dalla rivista francese Onze Mondial nel 1976.

******* Trofeo istituito dal giornale uruguaiano El País nel 1991.

******** Trofeo istituito dal giornale italiano Tuttosport nel 2003 al miglior giocatore Under-21 militante in un campionato di lega affiliato all'Unione delle Federazioni Calcistiche Europee (UEFA).

********* Trofeo istituito dall'Istituto Internazionale di Storia e Statistica del Calcio (IFFHS), organizzazione riconosciuta dalla FIFA, nel 1987 al miglior portiere a livello mondiale.

********** Trofeo assegnato dalla FIFA dal 2016. Le premiazioni per ruolo vennero istituite all'anno successivo.

## Riconoscimenti

### Inserimenti in liste stagionali e annuali
Sono qui riportati i nominativi dei calciatori militanti nella Juventus consegnati da riconoscimenti conferiti da organizzazioni sportive internazionali:
| UEFA Team of the Year * - Portiere: 1. Gianluigi Buffon: 2003; 2004; 2006; 2016; 2017 - Difensori: 1. Gianluca Zambrotta: 2006 2. Fabio Cannavaro: 2006 3. Leonardo Bonucci: 2016 4. Giorgio Chiellini: 2017 5. Dani Alves: 2017 6. Matthijs de Ligt: 2019 - Centrocampisti: 1. Zinédine Zidane: 2001 2. Pavel Nedvěd: 2003; 2004; 2005 3. Andrea Pirlo: 2012 4. Paul Pogba: 2015 - Attaccanti: 1. David Trezeguet: 2001 2. Cristiano Ronaldo: 2018; 2019; 2020 | Squadra della stagione UEFA** UEFA Champions League: - Portieri: 1. Gianluigi Buffon: 2015; 2017 - Difensori: 1. Giorgio Chiellini: 2015; 2018 2. Leonardo Bonucci: 2017 - Centrocampisti: 1. Claudio Marchisio: 2015 2. Andrea Pirlo: 2015 3. Miralem Pjanić: 2017 - Attaccanti: 1. Álvaro Morata: 2015 2. Cristiano Ronaldo: 2019 UEFA Europa League: - Portieri: 1. Gianluigi Buffon: 2014 - Difensori: 1. Leonardo Bonucci: 2014 - Centrocampisti: 1. Andrea Pirlo: 2014 - Attaccanti: 1. Carlos Tévez: 2014 | FIFPro World XI *** - Portiere: 1. Gianluigi Buffon: 2006; 2007; 2017 - Difensori: 1. Fabio Cannavaro: 2006 2. Lilian Thuram: 2006 3. Gianluca Zambrotta: 2006 4. Dani Alves: 2016; 2017 5. Leonardo Bonucci: 2017; 2021 6. Matthijs de Ligt: 2019 - Centrocampisti: 1. Paul Pogba: 2015 - Attaccanti: 1. Cristiano Ronaldo: 2018; 2019; 2020; 2021 |

| ESM Team of the Year **** - Portieri: 1. Angelo Peruzzi: 1997; 1998 2. Gianluigi Buffon: 2003; 2015 2017 - Difensori: 1. Ciro Ferrara: 1997 2. Lilian Thuram: 2003 3. Fabio Cannavaro: 2005 4. Giorgio Chiellini: 2013; 2015; 2018 5. Leonardo Bonucci: 2017 - Centrocampisti: 1. Zinédine Zidane: 1998 2. Pavel Nedvěd: 2003 3. Andrea Pirlo: 2012 4. Arturo Vidal: 2014 5. Paul Pogba: 2016 6. Paulo Dybala: 2017 - Attaccanti: 1. Alessandro Del Piero: 1996; 1997; 1998 2. Cristiano Ronaldo: 2019 | Onze de Onze ***** - Portieri: 1. Dino Zoff: 1982 2. Gianluigi Buffon: 2003; 2006 - Difensori: 1. Claudio Gentile: 1978 2. Antonio Cabrini: 1978; 1982; 1983; 1985 3. Lilian Thuram: 2001; 2003; 2006 4. Fabio Cannavaro: 2006 - Centrocampisti: 1. Liam Brady: 1980 2. Marco Tardelli: 1982 3. Michel Platini: 1983; 1984; 1985; 1986 4. Roberto Baggio: 1993; 1994; 1995 5. Didier Deschamps: 1996; 1997 6. Zinédine Zidane: 1997; 1998; 2000; 2001 7. Edgar Davids: 1998; 1999; 2000 8. Patrick Vieira: 2006 - Attaccanti: 1. Paolo Rossi: 1982 2. Salvatore Schillaci: 1990 3. Alessandro Del Piero: 1995 | IFFHS Teams of the Year ****** - Squadra mondiale dell'anno (2017-presente): - Portieri: 1. Gianluigi Buffon: 2017 - - Difensori: 1. Dani Alves: 2017 2. Leonardo Bonucci: 2017; 2021 3. Matthijs de Ligt: 2019 - - Attaccanti: 1. Cristiano Ronaldo: 2018; 2019; 2020; 2021 - Squadra UEFA dell'anno (2021-presente): - Difensori: 1. Leonardo Bonucci: 2021 2. Giorgio Chiellini: 2021 - - Attaccanti: 1. Cristiano Ronaldo: 2021 |

* Elenco dei migliori undici calciatori componenti della squadra dell'anno a livello europeo stabilito dall'Unione delle Federazioni Calcistiche Europee (UEFA) attraverso un sondaggio virtuale dal 2001 e costituiti nella formazione dell'anno col modulo 4-4-2 fino al 2014 e da allora col modulo 4-3-3.

** Elenco dei migliori ventitré (diciotto fino al 2019) calciatori componenti della squadra della stagione in Europa League e in Champions League stabilito dal UEFA Technical Study Group (TSG) – gruppo di studio tecnico UEFA – dal 2014.

*** Elenco dei migliori undici calciatori componenti della squadra dell'anno a livello mondiale stabilito dalla Federazione Internazionale di Calciatori Professionisti (FIFPro) dal 2005.

**** Elenco dei migliori undici calciatori componenti della squadra dell'anno a livello mondiale stabilito dall'European Sports Magazines (ESM) dal 1994.

***** Elenco dei migliori undici calciatori componenti della squadra dell'anno a livello europeo stabilito dai lettori della rivista francese Onze Mondial dal 1976 al 2011.

****** Elenco dei migliori undici calciatori componenti della squadra dell'anno a livello mondiale e confederale stabilito dall'Istituto Internazionale di Storia e Statistica del Calcio (IFFHS) dal 2017 e dal 2021, rispettivamente.

### Inserimenti in liste secolari
Sono qui riportati i nominativi dei calciatori che militarono nella Juventus almeno durante una stagione e sono stati indotti in liste di carattere storico (principalmente a livello secolare) redatte da organizzazioni sportive internazionali:
| Squadre storiche FIFA * - FIFA World Team of the 20th Century (1998): 1. Michel Platini | FIFA 100 ** 1. Roberto Baggio 2. Zbigniew Boniek 3. Giampiero Boniperti 4. Gianluigi Buffon 5. Edgar Davids 6. Alessandro Del Piero 7. Didier Deschamps 8. Thierry Henry 9. Michael Laudrup 10. Pavel Nedvěd 11. Michel Platini 12. Paolo Rossi 13. Omar Sívori 14. Lilian Thuram 15. David Trezeguet 16. Patrick Vieira 17. Christian Vieri 18. Zinédine Zidane 19. Dino Zoff | Calciatori del XX secolo IFFHS *** - Giocatori: A livello mondiale: 1. Michel Platini 2. Giuseppe Meazza 3. Omar Sívori 4. Michael Laudrup A livello europeo: 1. Michel Platini 2. Giuseppe Meazza 3. Michael Laudrup 4. Silvio Piola 5. Paolo Rossi 6. Zbigniew Boniek 7. Roberto Baggio 8. Gaetano Scirea 9. Liam Brady 10. Roberto Bettega 11. John Charles A livello sudamericano: 1. Omar Sívori 2. Marcelo Salas 3. Raimundo Orsi - Portieri: A livello mondiale: 1. Dino Zoff 2. Edwin van der Sar 3. Gianpiero Combi A livello europeo: 1. Dino Zoff 2. Gianpiero Combi 3. Edwin van der Sar 4. Angelo Peruzzi |

| World Soccer 100 Players of the Century **** 1. Michel Platini 2. Roberto Baggio 3. Zinédine Zidane 4. John Charles 5. Giuseppe Meazza 6. Paolo Rossi 7. Dino Zoff 8. Michael Laudrup 9. Christian Vieri 10. Alessandro Del Piero 11. Edgar Davids 12. Zbigniew Boniek | 100 Craques do Século – Placar ***** 1. Michel Platini 2. Dino Zoff 3. Michael Laudrup 4. Paolo Rossi 5. Gaetano Scirea 6. Silvio Piola 7. Giuseppe Meazza 8. Roberto Baggio 9. Zinédine Zidane 10. Zbigniew Boniek |

* Tra il 1994 e il 2002 la Federazione Internazionale del Calcio (FIFA) pubblicò tre undici storici: due riguardanti alla Coppa del Mondo e una terza, composta dai migliori undici giocatori della storia del calcio in base al parere di giornalisti e giocatori delle associazioni nazionali.

** Selezione degli 125 migliori calciatori viventi pubblicata dalla FIFA nel 2004 in occasione del suo 100esimo anniversario di fondazione istituzionale.
Da notare che sette dei quattordici giocatori italiani nominati tra i 125 migliori calciatori del XX secolo hanno militato, almeno durante una stagione, nella formazione bianconera.

*** Classifica dei 50 migliori calciatori del XX secolo stilata nel 2000 dall'Istituto Internazionale di Storia e Statistica del Calcio (IFFHS), organizzazione riconosciuta dalla FIFA.

**** Classifica dei 100 migliori calciatori del XX secolo stilata dalla rivista inglese World Soccer nel dicembre 1999 in base ai voti espressi dai propri lettori.

***** Elenco dei 100 migliori calciatori del XX secolo stilato dalla rivista brasiliana Placar nel novembre 1999.

### Hall of Fame

Gaetano Scirea, primo juventino introdotto nel 2000 nella Hall of Fame FIGC.

Nel 2000 la Federazione Italiana Giuoco Calcio (FIGC) e la Fondazione del Museo del Calcio di Coverciano istituirono per la prima volta una hall of fame con l'obiettivo di celebrare la vita e la carriera di diverse personalità del calcio italiano. In quell'anno furono riconosciuti tredici personalità in sei categorie diverse, tra le quali, quattro calciatori.
Tale iniziativa fu riproposta da entrambe le istituzioni un decennio dopo, nel dicembre del 2011, con la presentazione della Hall of Fame della FIGC a Firenze e la pubblicazione della prima lista di personalità inserite.
In precedenza, nel 1997, durante la consegna del FIFA World Player Award, la Federazione Internazionale del Calcio (FIFA) e l'International Football Hall of Champions (IFHOC), un'associazione senza fini di lucro inglese, presentarono la Hall of Champions, in cui furono inseriti un totale di 27 calciatori al 2000, cinque dei quali militarono in squadre iscritte al campionato italiano.
Nel 2004, inoltre, in occasione del 50º anniversario di fondazione dell'Unione delle Federazioni Calcistiche Europee (UEFA), ogni associazione nazionale membro – all'epoca, 52 – nominò il proprio miglior giocatore degli ultimi cinquant'anni (periodo 1954-2003) con il titolo di Golden Player (calciatore d'oro), essendo stati riconosciuti con un'esposizione permanente all'interno della sede amministrativa della confederazione a Nyon, in Svizzera.
| Calcio italiano - Hall of Fame – I Magnifici del calcio italiano: 1. Gaetano Scirea (introdotto nel 2000) 2. Giuseppe Meazza (introdotto nel 2000) - Hall of Fame della FIGC: Giocatore italiano: 1. Roberto Baggio (introdotto nel 2011) 2. Fabio Cannavaro (introdotto nel 2014) 3. Gianluca Vialli (introdotto nel 2015) 4. Alessandro Del Piero (introdotto nel 2017) 5. Andrea Pirlo (introdotto nel 2019) Giocatore straniero: 1. Michel Platini (introdotto nel 2011) 2. Zbigniew Boniek (introdotto nel 2019) 3. Zinédine Zidane (introdotto nel 2023) Veterano italiano: 1. Dino Zoff (introdotto nel 2012) 2. Marco Tardelli (introdotto nel 2015) 3. Paolo Rossi (introdotto nel 2016) 4. Antonio Cabrini (introdotto nel 2021) 5. Alessandro Altobelli (introdotto nel 2023) Premi alla memoria: 1. Giovanni Ferrari (2011) 2. Giuseppe Meazza (2011) 3. Silvio Piola (2011) 4. Gaetano Scirea (2011) 5. Pietro Anastasi (2019) 6. Luigi Simoni (2021) | Calcio internazionale - International Football Hall of Champions (1997-2000): 1. Michel Platini (introdotto nel 1997) 2. Dino Zoff (introdotto nel 1998) 3. Giuseppe Meazza (introdotto nel 2000) | The UEFA Jubilee 52 Golden Players 1. Sergej Alejnikov 2. Massimo Bonini 3. John Charles 4. Michael Laudrup 5. Dino Zoff |

### Altri
- Golden Foot:

Vincitori:
1. Pavel Nedvěd: 2004
2. Alessandro Del Piero: 2007
3. Gianluigi Buffon: 2016
4. Cristiano Ronaldo: 2020

Leggende:
1. Michel Platini (introdotto nel 2004)
2. Dino Zoff (introdotto nel 2004)
3. Paolo Rossi (introdotto nel 2007)
4. Zinédine Zidane (introdotto nel 2008)
5. Zbigniew Boniek (introdotto nel 2009)
6. David Trezeguet (introdotto nel 2015)
7. Andrea Pirlo (introdotto nel 2018)
8. Didier Deschamps (introdotto nel 2018)
9. Patrick Vieira (introdotto nel 2019)
10. José João Altafini (introdotto nel 2019)
11. Dani Alves (introdotto nel 2021)

- UEFA Golden Jubilee Poll:[77]

Top 50: *
1. Zinédine Zidane
2. Dino Zoff
3. Michel Platini
4. Paolo Rossi
5. Roberto Baggio
6. Michael Laudrup
7. Marco Tardelli
8. Alessandro Del Piero

Top 250: **
1954-1963:
1. Giampiero Boniperti
2. John Charles
3. Omar Sívori

1964-1973:
1. Luis del Sol
2. Pietro Anastasi
3. Roberto Boninsegna
4. Dino Zoff

1974-1983:
1. Claudio Gentile
2. Liam Brady
3. Roberto Bettega
4. Zbigniew Boniek
5. Marco Tardelli
6. Paolo Rossi

1984-1993:
1. Alessandro Altobelli
2. Antonio Cabrini
3. Gaetano Scirea
4. Michel Platini
5. Salvatore Schillaci

1994-2003:
1. Lilian Thuram
2. Edgar Davids
3. Didier Deschamps
4. Patrick Vieira
5. Zinédine Zidane
6. Roberto Baggio
7. Alessandro Del Piero
8. Thierry Henry
9. Filippo Inzaghi
10. Gianluca Vialli
11. Christian Vieri
12. David Trezeguet

* Ricerca sui 50 migliori calciatori europei del periodo 1954-2004 pubblicata dall'UEFA in occasione del suo 50esimo anniversario di fondazione istituzionale.

** Ricerca sui 250 migliori calciatori europei di ogni decennio tra 1954 e 2003 pubblicata dall'UEFA in occasione del suo 50esimo anniversario di fondazione istituzionale.
Per l'UEFA Golden Jubilee Poll, la confederazione presentò i calciatori nominati per l'elezione in base alle loro performance sia a livello di club (campionati nazionali di massima serie e competizioni UEFA) che di nazionali (principalmente in campionato d'Europa e Coppa del mondo FIFA).